# Pećina - pritok Slunjčice
Pećina - pritok Slunjčice este o arie protejată (sit de importanță comunitară — SCI) din Croația întinsă pe o suprafață de 1,19 ha, integral pe uscat.

## Localizare
Centrul sitului Pećina - pritok Slunjčice este situat la coordonatele 45°04′41″N 15°36′32″E / 45.078°N 15.609°E.

## Înființare
Situl Pećina - pritok Slunjčice a fost declarat sit de importanță comunitară în iulie 2013 pentru a proteja 1 specie de animale.

## Biodiversitate
Situată în ecoregiunea continentală, aria protejată nu include niciun habitat protejat.
La baza desemnării sitului se află o specie protejată de  nevertebrate: Austropotamobius torrentium.